# Ion Dezideriu Sîrbu
Ion Dezideriu Sîrbu, znám také pod jmény Ion Desideriu Sârbu nebo I. D. Sîrbu (28. června 1919, Petrila – 17. září 1989, Craiova) byl rumunský filosof, romanopisec, dramatik a esejista.

## Život
Narodil se v rodině horníka, studoval filosofii na univerzitě v Kluži a roku 1940 debutoval v tisku jako prozaik. Byl členem tzv. Sibiňského literárního kroužku, který založila roku 1941 skupina studentů humanitních oborů pod záštitou známého básníka, filozofa a dramatika Luciana Blagy v Sibini, kam se klužská univerzita přestěhovala poté, co horthyovské Maďarsko obsadilo severní Sedmihradsko.
Po skončení války působil na akademické půdě, byl univerzitním profesorem, divadelním kritikem, pracovníkem Učitelských novin a dramaturgem Národního divadla v Craiově. Jako odpůrce Ceaușescuova komunistického režimu strávil část svého života jako politický vězeň a nedobrovolný havíř. Po pádu totalitního režimu byl plně rehabilitován. Jeho nejvýznamnější román Adio Europa! (Sbohem, Evropo!) vyšel posmrtně.

## Dílo
- Arca bunei speranțe (1970, Archa dobré naděje), divadelní hra o třech dějstvích, scénické podobenství lidstva jako druhu ohroženého sebezničením, ve kterém je biblický příběh o Noemově arše přenesen do současného světa.
- Povestiri petrilene (1973, Petrilské pověsti), hornické pověsti z rodného kraje,
- De ce plînge mama? (1973, Proč maminka pláče?), román o beznadějném alkoholikovi,
- Teatru (1976, Divadlo), vydání autorových divadelních her,
- Șoarecele B. și alte povestiri (1983, Myš B a jiné povidky), autorovy povídky z let 1942 až 1982,
- Bieții comedianți (1985, Ubozí komedianti), divadelní hra,
- Dansul ursului (1988, Medvědí tanec), dílo, které lze číst jako dobrodružný román pro mládež, historický román i román filozofický
- Adio, Europa! (Sbohem, Evropo!), dvoudílný román dokončený roku 1985 a vydaný posmrtně v letech 1992-1993, ve kterém autor s trpkým humorem leptá vše, co oficiální komunistická ideologie činila nedotknutelným.
- Lupul și catedrala (1995, Vlk a katedrála), posmrtně vydaný román.

## Česká vydání
- Archa dobré naděje, Dilia, Praha 1973, přeložil Karel Paťha,
- Myš B, Odeon, Praha 1990, vybral a přeložil Jiří Našinec.